# Leisure Suit Larry 7: Love for Sail!
Leisure Suit Larry 7: Love for Sail! är ett peka-och-klicka-äventyr av Sierra On-Line (numera Sierra Entertainment) från 1996. Spelet är den sjätte delen i en serie kallad Leisure Suit Larry.
Larry åker på en kryssning som en rad vackra och kända kvinnor också är på.